# Henry Moskowitz
Henry Moskowitz (27 de septiembre de 1879 - 18 de diciembre de 1936) era un médico judío y activista por los derechos civiles y cofundador de la NAACP. En 1914 contrajo matrimonio con Belle Linder (1877-1933), una asesora política. En 1917, Moskowitz, fue el Comisario del Mercado Público de Nueva York, un puesto que otorgaba el alcalde de Nueva York durante la I Guerra Mundial cuando los alimentos escaseaban, su meta era "fijar precios justos para la carne y el pescado" (en inglés).

## Cronología
- 1875 (hacia) Su nacimiento
- 1909 El 2 de febrero cofunda la NAACP
- 1909 Líder asociado de la Society for Ethical Culture of New York (Sociedad para la Cultura Étnica de Nueva York)
- 1911 Investigador del Incendio de la fábrica Triangle Shirtwaist donde conoció a su futura esposa
- 1912 Rechaza la censura en el cine
- 1914 Contrae matrimonio con Belle Linder (1877-1933)
- 1916 (hacia) Civil Service Comission (Comisión de Servicio Civil)
- 1917 Comisario del Mercado Público de la ciudad de Nueva York
- 1925 Viaja a Polonia para observar los apuros de los judíos
- 1932 Director de la League of New York Theatres (Liga de Teatros de Nueva York)
- 1933 El 2 de enero fallece su esposa
- 1933 Viaja a Alemania para observar los apuros de los judíos
- 1936 Su muerte